# Ogeum (métro de Séoul)
Ogeum (en coréen : 오금역) est une station de correspondance entre la ligne 3 et la ligne 5 du métro de Séoul. Elle est située au44-2 Ogeum-dong, dans l'arrondissement de Songpa-gu à Séoul en Corée du Sud.
Ouverte en 1996, elle devient une station de correspondance en 2006. La station est desservie par les rames qui circulent sur ligne 5 entre Banghwa et Macheon et également par les rames de la ligne 3.

## Situation sur le réseau

Plan du réseau du métro de Séoul (2023)

La station en souterrain Ogeum est une station de correspondance  entre la ligne 3 et la ligne 5 du métro de Séoul : 
sur la ligne 3, station terminus sud-est, elle est située avant la station Hôpital de la police nationale, en direction du terminus nord-ouest Daehwa ;
sur la branche Macheon de ligne 5, elle est située entre la station Gaerong, en direction du terminus est Macheon, et la station Ogeum en direction de la station de bifurcation Gangdong et du terminus ouest Banghwa.

## Histoire
La station Ogeum est mise en service le 30 mars 1996, lors de l'ouverture à l'exploitation de la branche Macheon de la ligne 5, de Gangdong à Macheon,,,.
Elle devient une station de correspondance le 18 février 2010, lors de l'ouverture à l'exploitation du prolongement de Suseo à Ogeum, le nouveau terminus sud-est.

## Services aux voyageurs

### Accès et accueil
La station est située au 44-2 Ogeum-dong, elle dispose de plusieurs niveaux en sous-sol et de sept bouches en surface, numérotés de 1 à 7.

### Desserte

#### Station Ogeum L3
Ogeum est desservie par les rames omnibus qui circulent sur la ligne 3 entre les terminus : Daehwa et Ogeum.

Installations L3
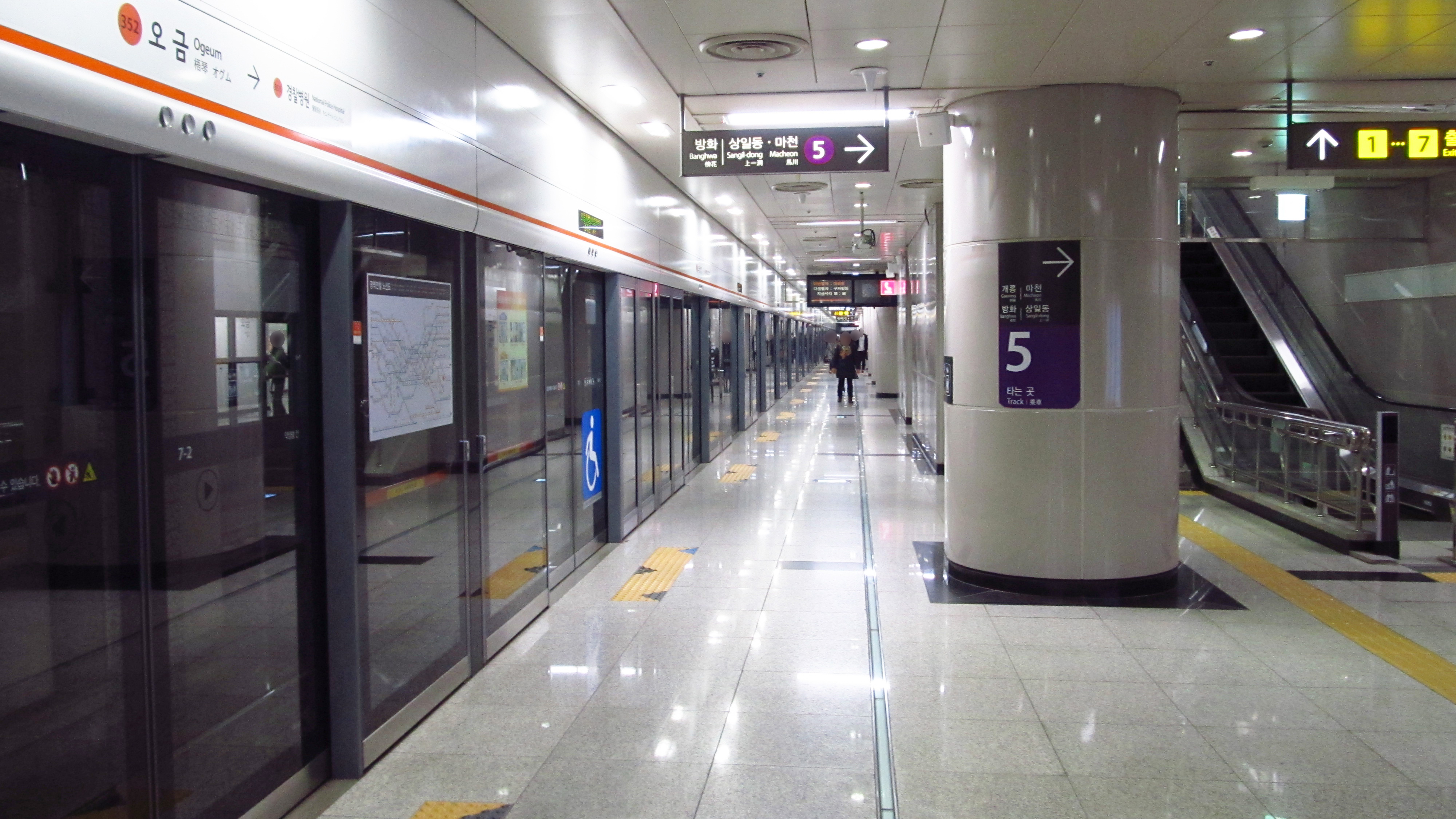
En 2018.
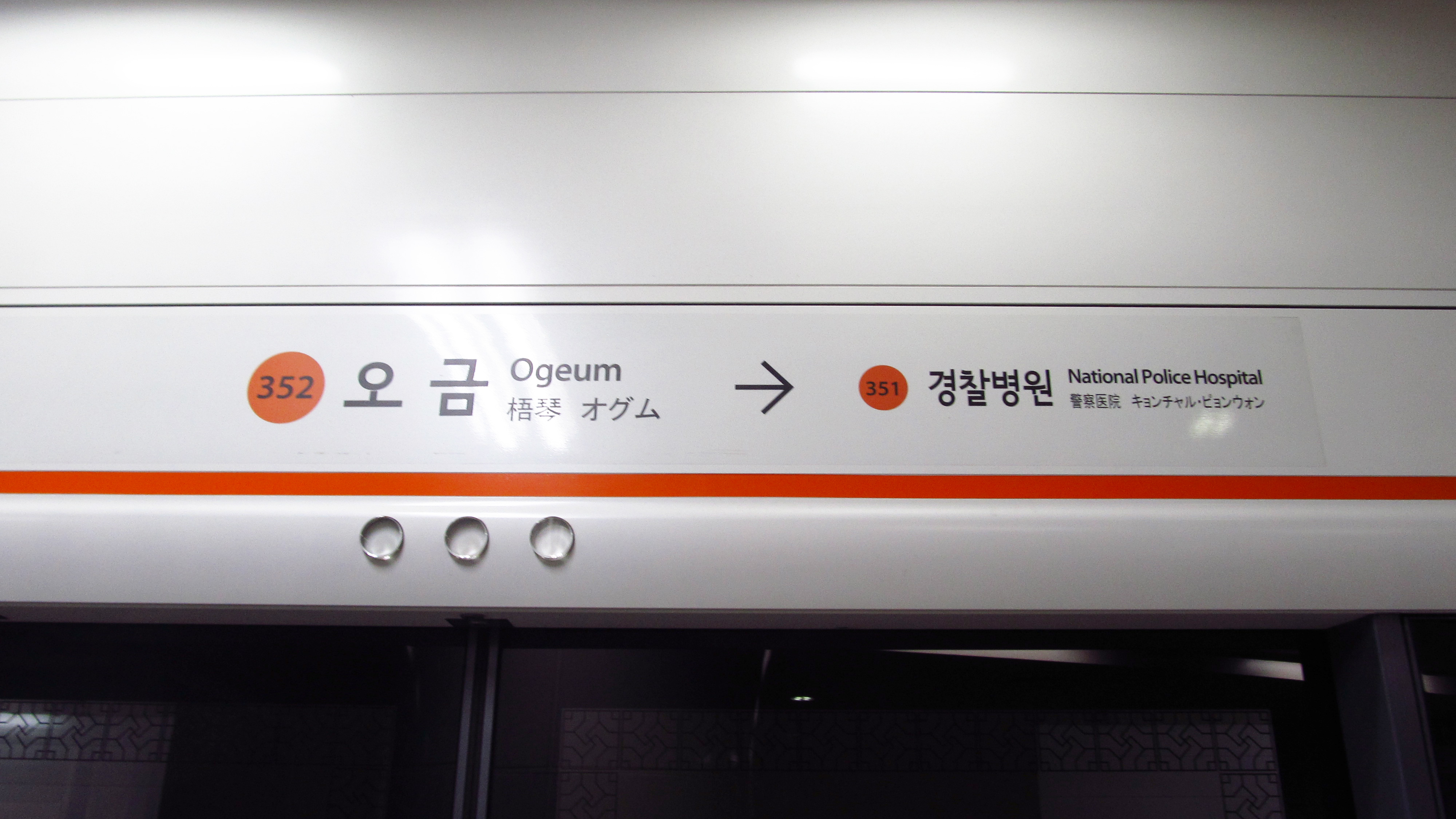
En 2018.
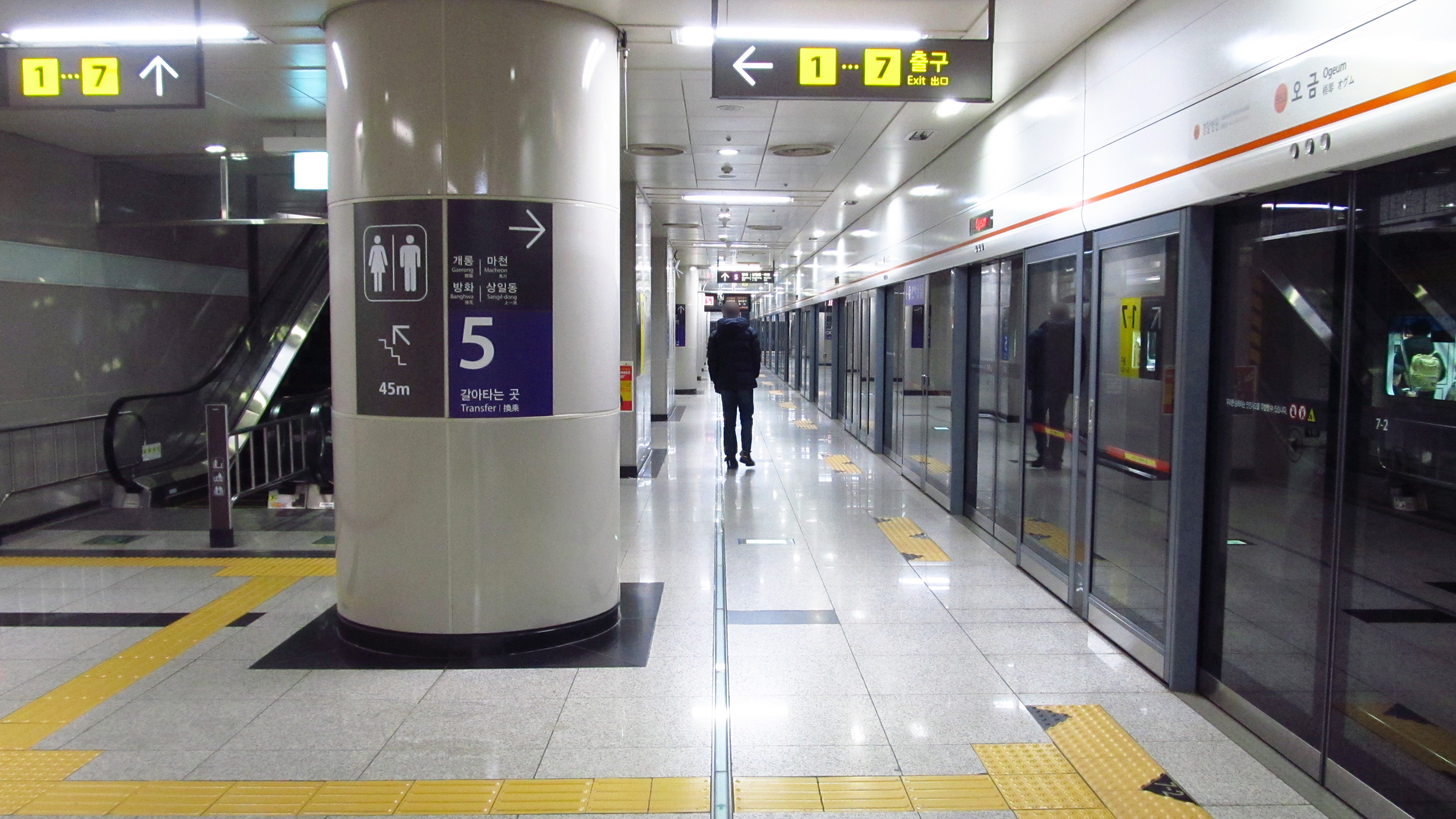
En 2018.

#### Station Ogeum L5
Ogeum est desservie par les rames omnibus qui circulent sur la ligne 5 entre les terminus Banghwa et Macheon.

Installations L5
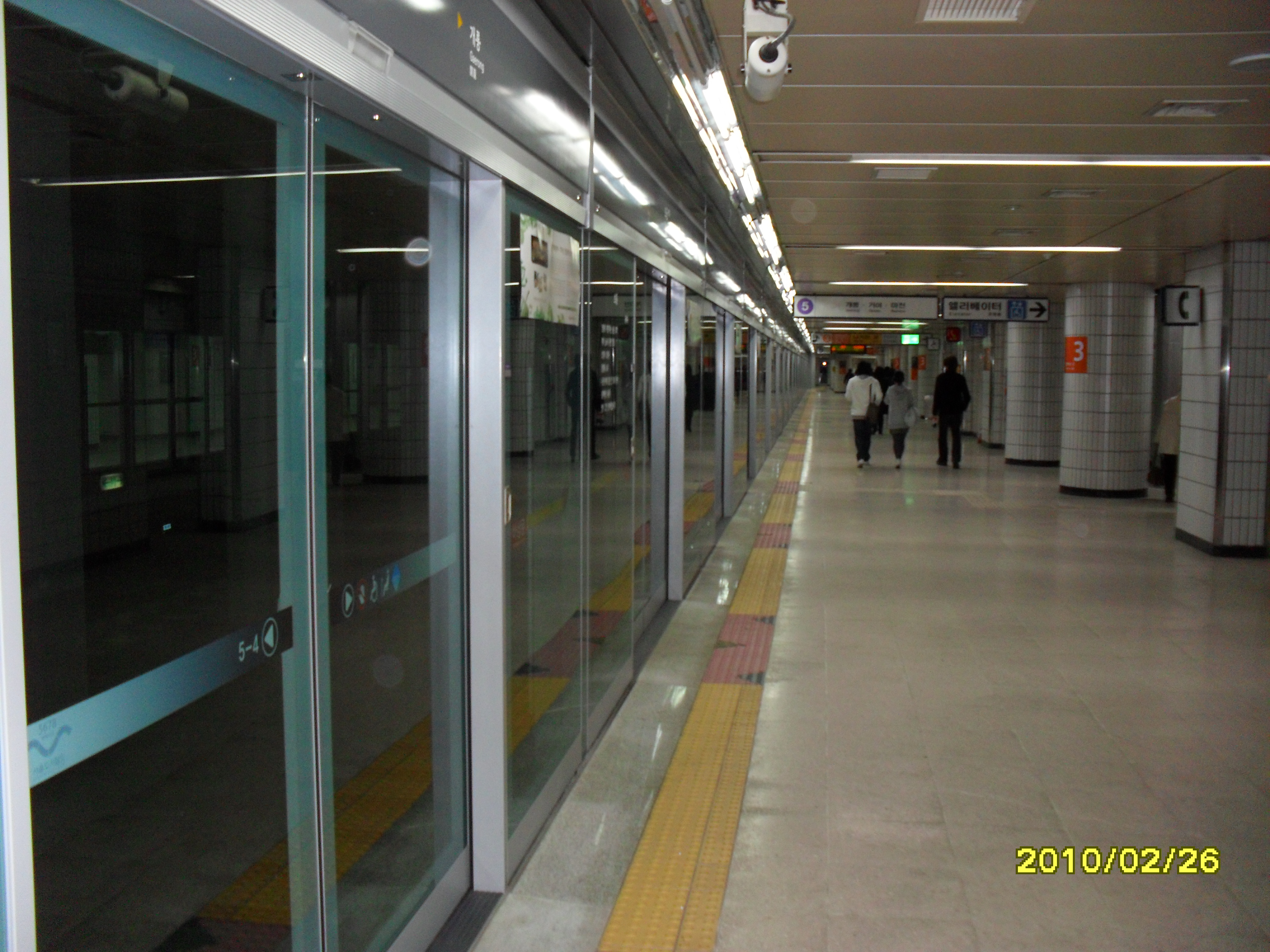
En 2010.
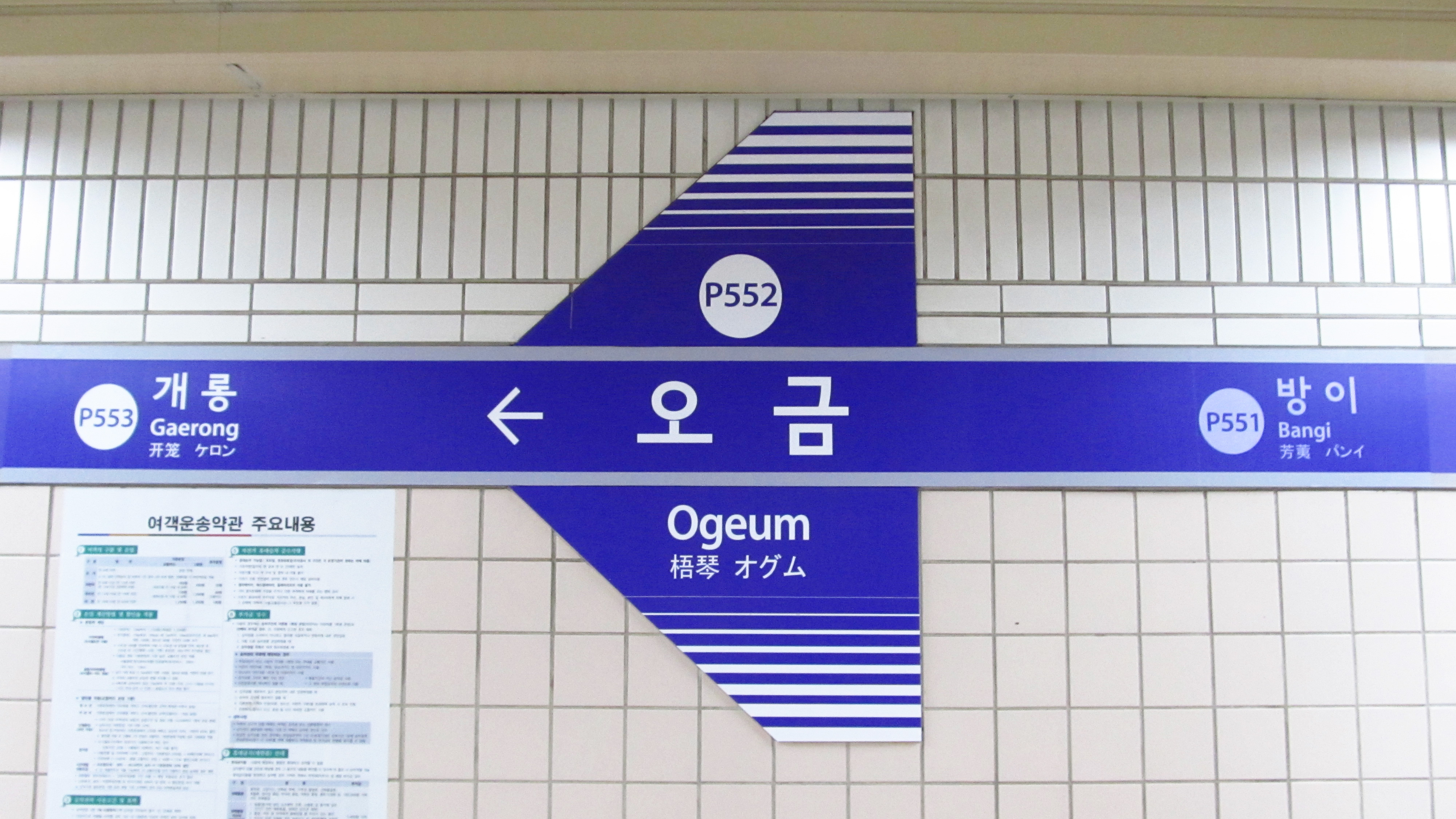
En 2018.
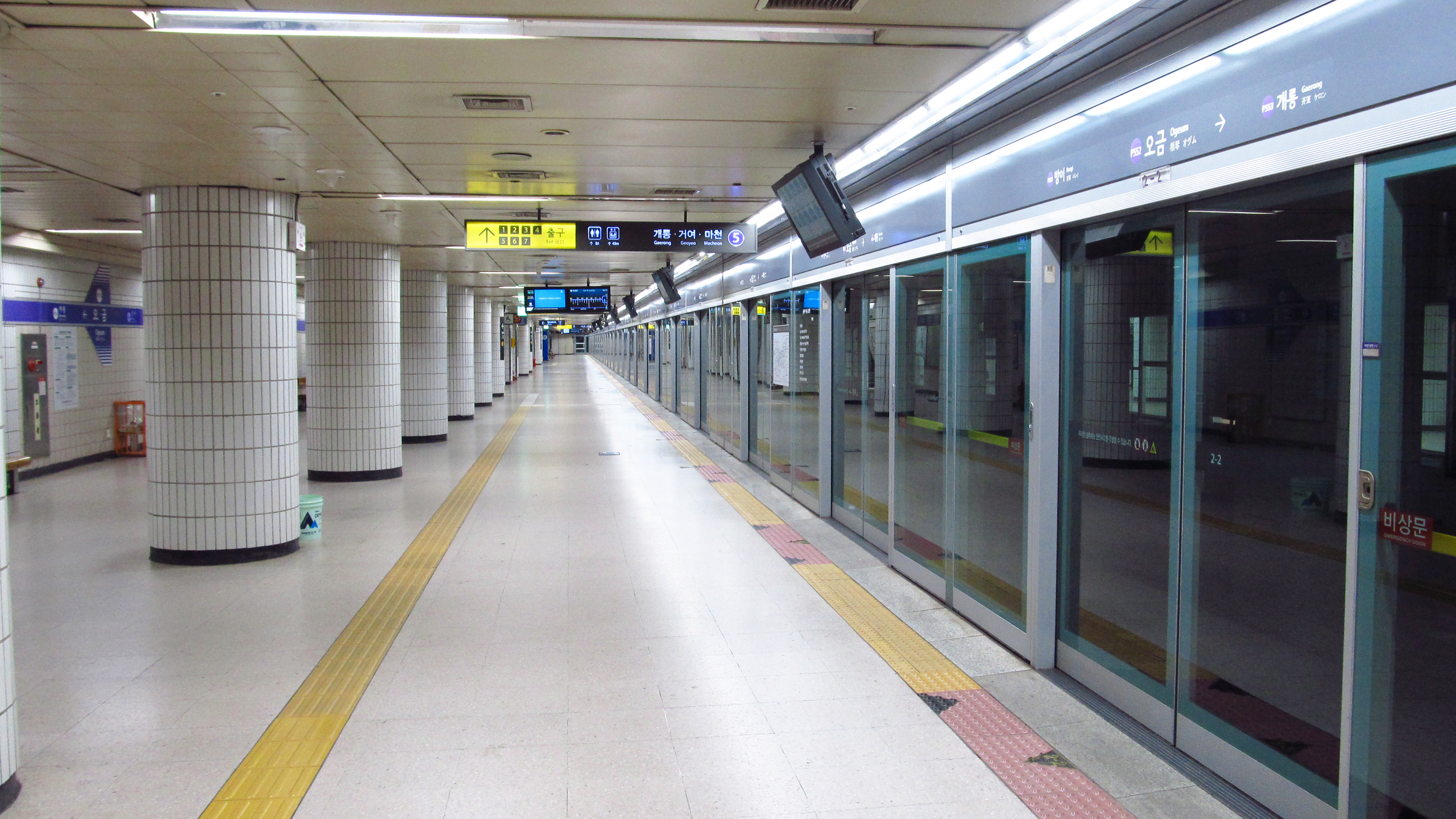
En 2018.

### Intermodalité
Des arrêts de bus sont situés à proximité des accès.